# Repomucenus virgis
Repomucenus virgis és una espècie de peix de la família dels cal·lionímids i de l'ordre dels perciformes.

## Morfologia
- Els mascles poden assolir 8,3 cm de longitud total i les femelles 6.[4][5]

## Hàbitat
És un peix marí, de clima temperat i demersal que viu entre 40-100 m de fondària.

## Distribució geogràfica
Es troba a la Xina, el Japó, Corea, Nova Caledònia i Taiwan.

## Observacions
És inofensiu per als humans.